# Рикитеа
Рикитеа (фр. Rikitea) је највеће насеље и главни град острва Гамбје у саставу Француске Полинезије. Насеље је смештено на острву Мангарева. Највиша надморска висина налази се на планини Даф и износи 482 m. У насељу живи 1.103 становника према попису из 15. јуна 2015.

## Историја
Насеље је било протекторат Француске 1871. а анексирано је 1881.

## Галерија
- Катедрала Св. Мишел
- Локална месна заједница
- Приказ насеља и планине Даф у позадини
- Метеоролошка станица
- Поглед на насеље
- Рушевине манастира Руру, основаног 1842.
- Локално гробље и капела Сент Пјер, основано 1847.